# Campanula lusitanica
Campanula lusitanica es una herbácea de la familia de la campanuláceas.

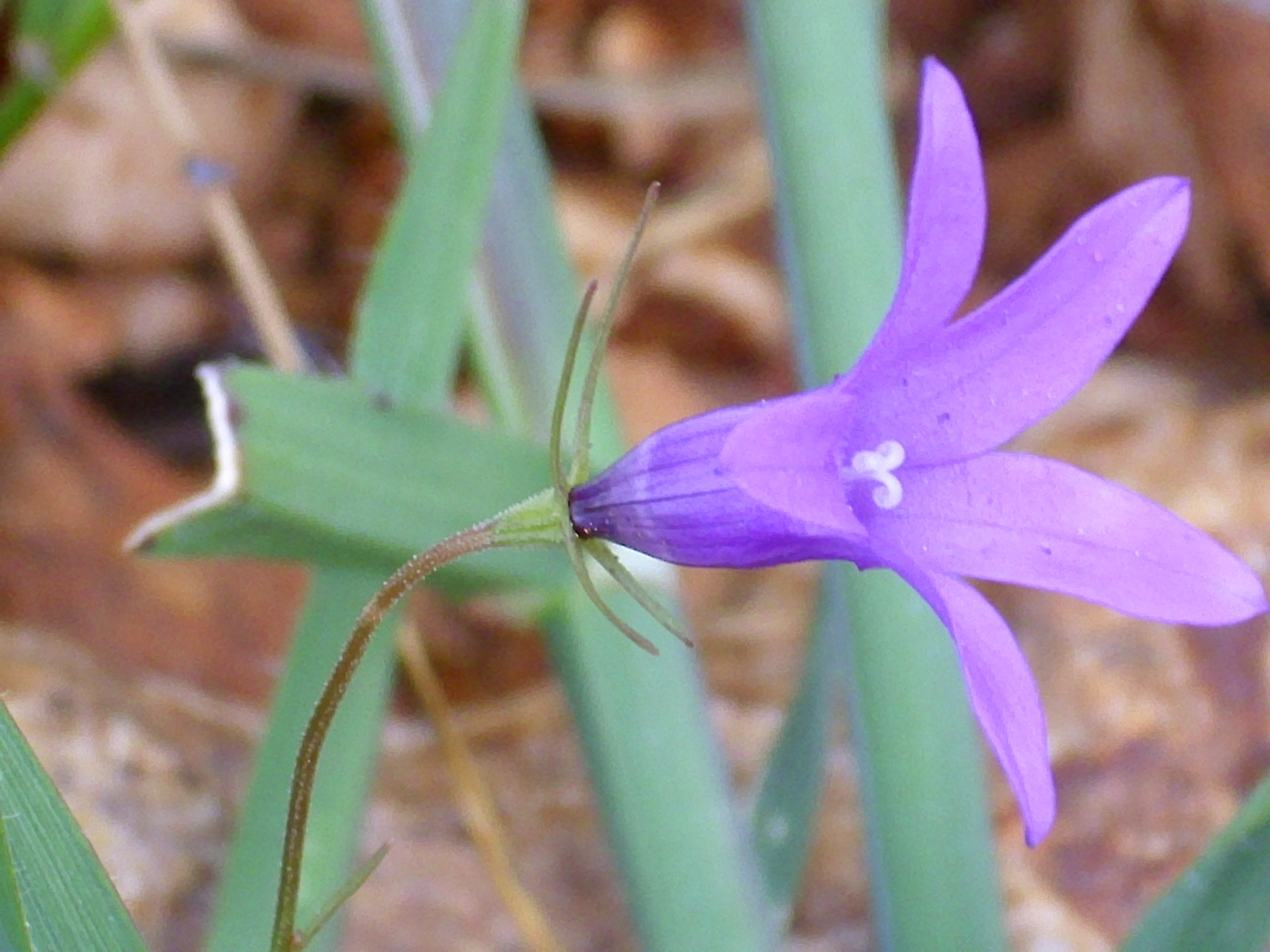
Detalle de la flor

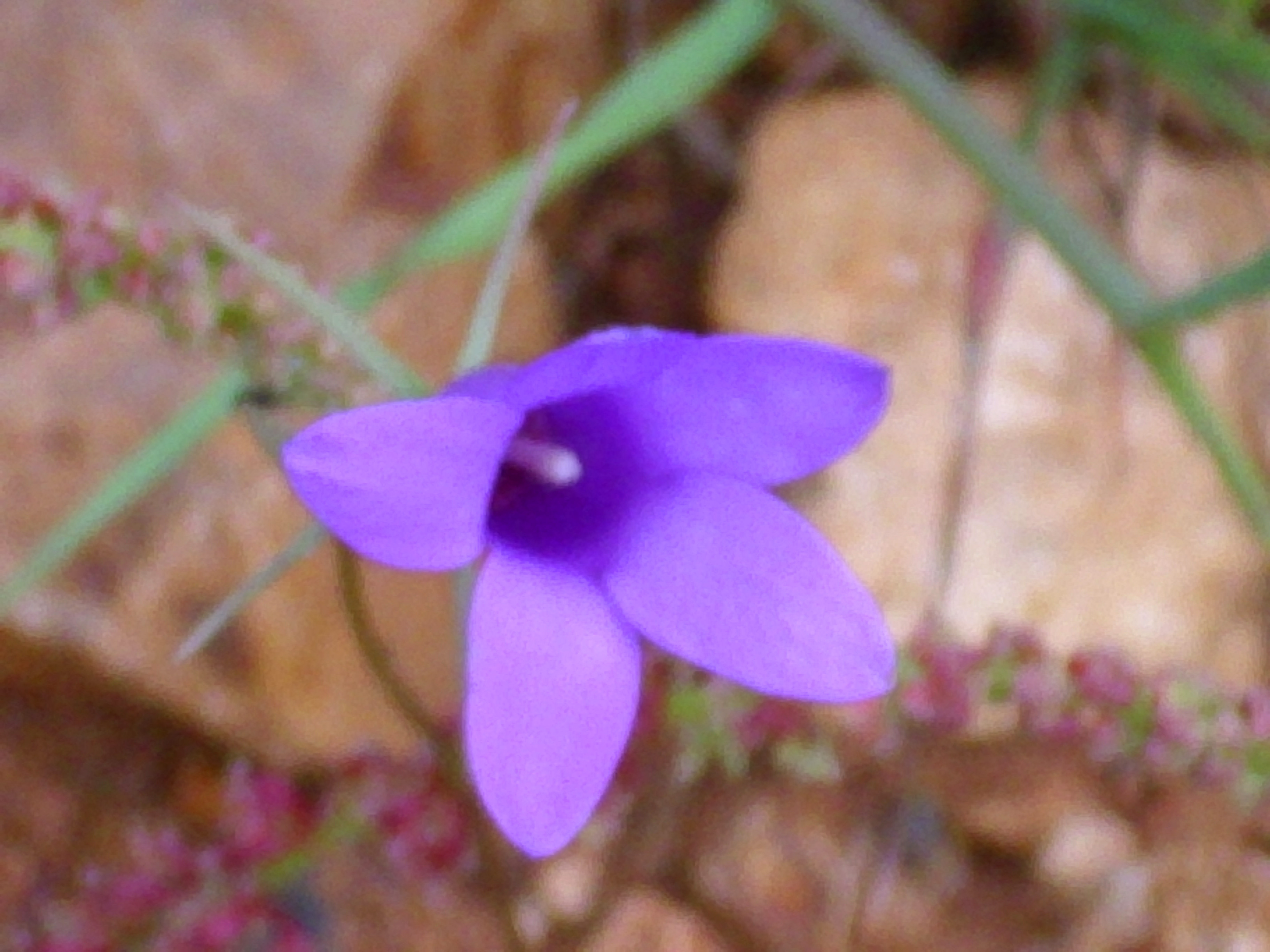
Detalle de la flor

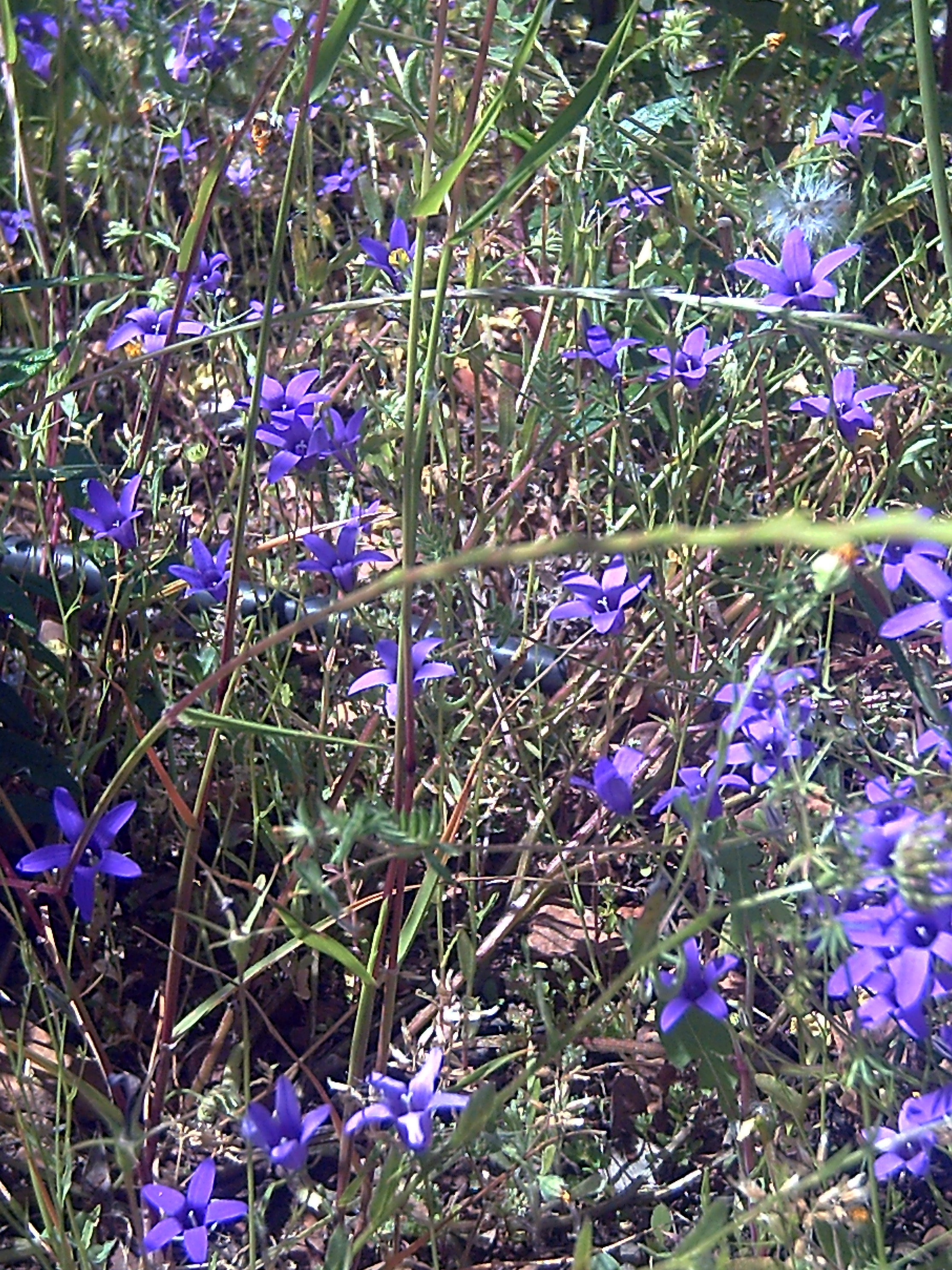
Vista de la planta en su hábitat

## Caracteres
Hierba anual, glabra o ligeramente pubescente. Tallos más o menos ramosos, de hasta 35 cm. Hojas alternas a lo largo de los tallos, ovado-oblongas u ovado-lanceoladas, con los márgenes crenados, aunque las superiores pueden ser enteras o cortamente dentadas. Flores dispuestas en inflorescencias con ramas muy abiertas; cáliz formado por un tubo corto y 5 dientes lineares mucho más largos que el tubo; corola en forma de embudo, dividida en 5 lóbulos, de color azul intenso o morado, blanquecina en la base. Fruto en cápsula que se abre por cinco poros cerca del ápice. Florece en primavera y verano.

## Distribución y hábitat
En la península ibérica. En el Mediterráneo y en Macaronesia. Crece en los claros de bosque y otras zonas despejadas. Se trata de una planta colonizadora que prefiere los suelos arenosos y secos expuestos al sol durante un buen número de horas. No es exclusiva del piso de la encina y puede encaramarse hasta los 1800 m, donde tiene tendencia a instalarse en las fisuras de las rocas. Terófito.

## Taxonomía
Campanula lusitanica fue descrita por Carolus Linnaeus in Loefl. y publicado en Iter Hispanicum 111, 126. 1758.
Citología
Número de cromosomas de Campanula lusitanica (Fam. Campanulaceae) y táxones infraespecíficos: n=9; 2n=18
Etimología
Campanula: nombre genérico diminutivo del término latíno campana, que significa "pequeña campana", aludiendo a la forma de las flores.
lusitanica: epíteto geográfico que alude a su localización en Lusitania.
Variedades*Campanula lusitanica Loefl. subsp. lusitanica
- Campanula lusitanica subsp. transtagana
- Campanula lusitanica subsp. specularioides (Coss.) Aldasoro & L.Sáez

Sinonimia
- Ireon verticillata Burm.[5][6]

subsp. lusitanica
- Campanula broussonetiana Schult.
- Campanula durieui Boiss.
- Campanula erinoides Cav.
- Campanula loeflingii Brot.
- Campanula loeflingii var. durieui (Boiss.) Nyman
- Campanula longipes Coss. ex Nyman
- Campanula loreyi A.Blanco ex Nyman
- Campanula matritensis A.DC.
- Campanula matritensis var. nevadensis A.DC.
- Campanula ramosissima Willd. ex Steud.
- Campanula transtagana R.Fern.
- Campanula vinciflora Pau[7]

subsp. specularioides (Coss.) Aldasoro & L.Sáez
- Campanula elatines Bouton ex Willk. & Lange
- Campanula specularioides Coss.[8]

## Nombre común
- Castellano:  campanillas.[9]